# Phloeophagus
Phloeophagus är ett släkte av skalbaggar som beskrevs av Carl Johan Schönherr 1838. Phloeophagus ingår i familjen vivlar.

## Dottertaxa tillPhloeophagus, i alfabetisk ordning[1][2]
- Phloeophagus aeneopicea
- Phloeophagus aeneopiceus
- Phloeophagus aterrimus
- Phloeophagus cossonoides
- Phloeophagus depressus
- Phloeophagus ebeninus
- Phloeophagus fallax
- Phloeophagus ferrugineus
- Phloeophagus hispidus
- Phloeophagus lignarius
- Phloeophagus linearis
- Phloeophagus marginalis
- Phloeophagus minimus
- Phloeophagus pallidus
- Phloeophagus scalptus
- Phloeophagus sculptus
- Phloeophagus silbermanni
- Phloeophagus spadix
- Phloeophagus tenax
- Phloeophagus thomsoni
- Phloeophagus turbatus
- Phloeophagus uncipes
- Phloeophagus variolatus